# Schloss Sambleben

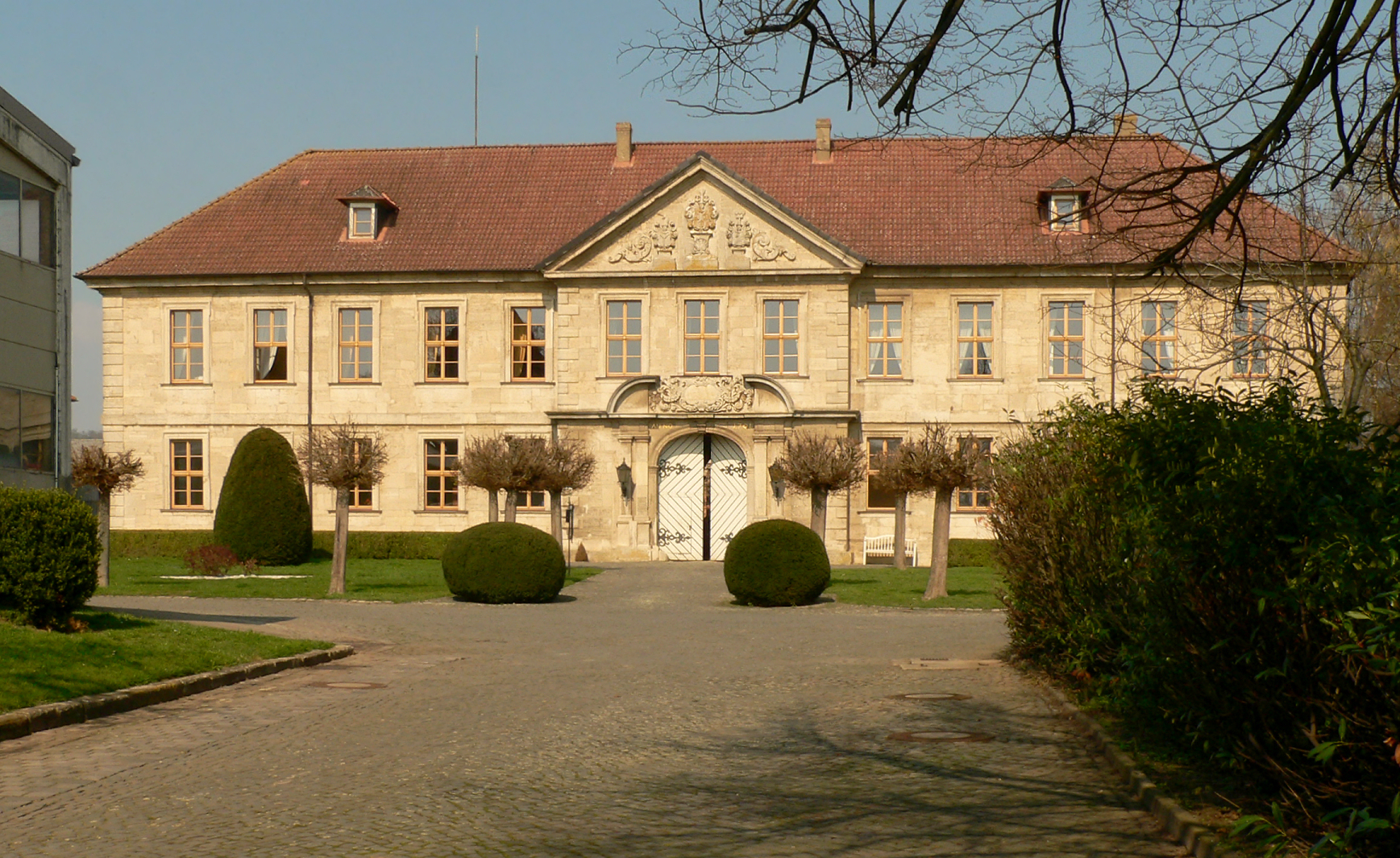
Schloss Sambleben (2019)

Schloss Sambleben ist eine Schlossanlage in Sambleben im Landkreis Wolfenbüttel in Niedersachsen. Sie wurde im Jahr 1701 nach Plänen des Baumeisters Hermann Korb für die Herren von Cramm erbaut. Vorgängerbau war eine mittelalterliche Wasserburg des 1587 erloschenen Adelsgeschlechts „von Sambleben“.

## Beschreibung
Das Schloss ist ein zweigeschossiger Bau aus Elmkalkstein. Der nahezu quadratische Vierflügelbau verfügt über einen burgähnlich geschlossenen Innenhof. Der Hof ist an drei Seiten von Gängen mit Bogenarkaden eingefasst, die auf toskanischen Pfeilern ruhen. Über dem als Mittelrisalit ausgeprägten Zufahrtsportal befindet sich die Aufschrift „Anno 1701“ als Baudatum. Im Giebel findet sich eine Bauinschrift, sie beschreibt, dass die Anlage 1627 von Franz Jakob von Cramm erworben und von seinem Enkel Theodul (Thedel) von Cramm als baufälliges Gebäude abgerissen und 1701 von ihm neu erbaut wurde. Mit dem Schlossbau setzte der Baumeister Hermann Korb seine in Italien gesammelten Eindrücke der florentinischen Renaissance um.

## Vorgängerbau

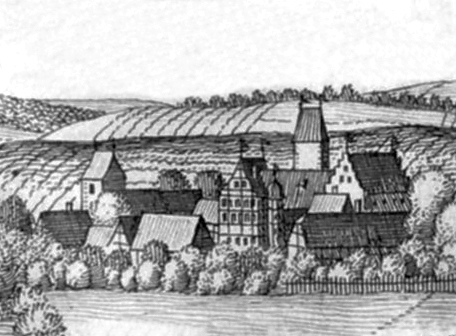
Die Wasserburg als Vorgängerbau von Schloss Sambleben auf einem Merian-Stich um 1654

Der Vorgängerbau des Schlosses war eine Wasserburg, die 1377 erstmals erwähnt wird und deren Baugeschichte unbekannt ist. Das Aussehen der Burganlage im 17. Jahrhundert gibt ein Merian-Stich aus der Zeit um 1650 wieder. Darauf ist ein viereckiger Burgturm mit Spitzdach im Ensemble mit mehreren Gebäuden abgebildet. Bei zwei hohen Bauten handelt es sich um einen Fachwerkbau mit einem Treppenturm und einen Steinbau in der Art eines Palas. Laut der Beschreibung von Merian war die Anlage von einem wasserführenden Burggraben umgeben und außerhalb davon lag das Vorwerk.
Die Burg stand im Besitz des ab 1201 im Ort nachgewiesenen Adelsgeschlechts „von Sambleben“. Nach dem Erlöschen des Geschlechts 1587 ging ihr Besitz an Elisabeth von Dänemark, die Gemahlin von Herzog Heinrich Julius von Braunschweig-Wolfenbüttel, über. Nach ihrem Tod 1626 gehörte die Burg ihrer Schwiegertochter Anna Sophia von Brandenburg. Während des Dreißigjährigen Krieges wurde die Anlage 1627 von durchziehenden Heeren verwüstet. Im selben Jahr erwarb die Familie von Cramm die Burgstelle.